# Pistolese
(Matteo Bandello Novelle - Quarta parte - Novella XXVII)
Il pistolese è un robusto pugnale, con lama a sezione romboidale, di varia misura (lungo anche 60 centimetri compreso il manico), in uso dalla seconda metà del quattrocento fino a tutto il Cinquecento.
Quando iniziò ad essere codificato il duello di spada, il pistolese venne impugnato con la sinistra, con lo scopo di parare i colpi dell'avversario.
Nelle sue versioni più lunghe poteva essere considerato una vera e propria daga, atta a colpire, però, soprattutto di punta ed in questo caso potrebbe essere considerato o confuso con lo sfondagiaco.